# Rallye d'Italie-Sardaigne 2015
Le 12e Rallye de Sardaigne est la 6e manche du Championnat du monde des rallyes 2015.
Le rallye s'est couru sur l'ile Italienne de la Sardaigne du 11 au 14 juin 2015. Il a été remporté par le Français Sébastien Ogier et voit le premier podium en WRC du Néo-Zélandais Hayden Paddon.

## Résultats

### Classement final
| Rang              | Pilote             | Copilote          | Numéro            | Voiture               | Écurie                      | Temps             | Écart             | Points            |
| Toutes catégories | Toutes catégories  | Toutes catégories | Toutes catégories | Toutes catégories     | Toutes catégories           | Toutes catégories | Toutes catégories | Toutes catégories |
| ----------------- | ------------------ | ----------------- | ----------------- | --------------------- | --------------------------- | ----------------- | ----------------- | ----------------- |
| 1.                | Sébastien Ogier    | Julien Ingrassia  | 1                 | Volkswagen Polo R WRC | Volkswagen Motorsport       | 4 h 25 min 54 s 3 | -                 | 283               |
| 2.                | Hayden Paddon      | John Kennard      | 20                | Hyundai i20 WRC       | Hyundai Motorsport N        | 4 h 28 min 59 s 7 | +3 min 05 s 4     | 18                |
| 3.                | Thierry Neuville   | Nicolas Gilsoul   | 7                 | Hyundai i20 WRC       | Hyundai World Rally Team    | 4 h 29 min 36 s 8 | +4 min 22 s 5     | 15                |
| 4.                | Elfyn Evans        | Daniel Barrit     | 6                 | Ford Fiesta RS WRC    | M-Sport WRT                 | 4 h 31 min 29 s 1 | +5 min 34 s 8     | 12                |
| 5.                | Mads Østberg       | Jonas Andersson   | 4                 | Citroën DS3 WRC       | Citroën Total Abu Dhabi WRT | 4 h 33 min 44 s 4 | +7 min 50 s 1     | 10                |
| 6.                | Jari-Matti Latvala | Miikka Anttila    | 2                 | Volkswagen Polo R WRC | Volkswagen Motorsport       | 4 h 43 min 01 s 0 | +8 min 06 s 7     | 102               |
| 7.                | Yuriy Protasov     | Pavlo Cherepin    | 38                | Ford Fiesta RS WRC    | Yuriy Protasov              | 4 h 40 min 52 s 0 | +14 min 57 s 7    | 6                 |
| 8.                | Paolo Andreucci    | A. Andreucci      | 48                | Peugeot 208 T16       | F.P.F SPORT S.R.L           | 4 h 40 min 57 s 6 | +15 min 03 s 3    | 4                 |
| 9.                | Jan Kopecký        | P. Dresler        | 45                | Škoda Fabia R5        | Skoda Motorsport            | 4 h 43 min 36 s 0 | +17 min 41 s 7    | 2                 |
| 10.               | Khalid Al-Qassimi  | Chris Patterson   | 12                | Citroën DS3 WRC       | Citroën Total Abu Dhabi WRT | 4 h 45 min 06 s 3 | +19 min 12 s 0    | 1                 |

3, 2, 1 : y compris les 3, 2 et 1 points attribués aux trois premiers de la spéciale télévisée (power stage).

### Spéciales chronométrées
| Étape             | Spéciale | Heure   | Nom                    | Distance | Vainqueur          | Temps         | Leader          |
| ----------------- | -------- | ------- | ---------------------- | -------- | ------------------ | ------------- | --------------- |
| (11 juin)         | ES1      | 21 h 06 | Citta' di Cagliari     | 2,50 km  | Martin Prokop      | 2 min 23 s 7  | Martin Prokop   |
| 2e jour (12 juin) | ES2      | 11 h 35 | Grighine sud 1         | 26,31 km | Hayden Paddon      | 18 min 15 s 0 | Hayden Paddon   |
| 2e jour (12 juin) | ES3      | 12 h 35 | Grighine nord 1        | 18,34 km | Hayden Paddon      | 13 min 48 s 1 | Hayden Paddon   |
| 2e jour (12 juin) | ES4      | 10 h 28 | Montiferru 1           | 14,41 km | Hayden Paddon      | 9 min 47 s 4  | Hayden Paddon   |
| 2e jour (12 juin) | ES5      | 11 h 21 | Sagama 1               | 2,58 km  | Sébastien Ogier    | 2 min 09 s 6  | Hayden Paddon   |
| 2e jour (12 juin) | ES6      | 14 h 48 | Sagama 2               | 2,58 km  | Jari-Matti Latvala | 2 min 07 s 0  | Hayden Paddon   |
| 2e jour (12 juin) | ES7      | 16 h 03 | Sinis - Mont' e Prama  | 14,08 km | Ott Tänak          | 7 min 48 s 7  | Hayden Paddon   |
| 2e jour (12 juin) | ES8      | 17 h 33 | Grighine sud 2         | 26,31 km | Jari-Matti Latvala | 15 min 20 s 9 | Hayden Paddon   |
| 2e jour (12 juin) | ES9      | 18 h 26 | Grighine nord 2        | 18,34 km | Sébastien Ogier    | 13 min 29 s 7 | Hayden Paddon   |
| 2e jour (12 juin) | ES10     | 19 h 42 | Montiferru 2           | 14,41 km | Jari-Matti Latvala | 9 min 28 s 9  | Hayden Paddon   |
| 3e jour (13 juin) | ES11     | 06 h 57 | Ittiri Arena 1         | 1,40 km  | Sébastien Ogier    | 1 min 28 s 8  | Hayden Paddon   |
| 3e jour (13 juin) | ES12     | 8 h 47  | Monti di Ala' 1        | 22,49 km | Jari-Matti Latvala | 13 min 51 s 2 | Hayden Paddon   |
| 3e jour (13 juin) | ES13     | 09 h 31 | Coiluna - Loelle 1     | 36,69 km | Mads Østberg       | 24 min 04 s 1 | Hayden Paddon   |
| 3e jour (13 juin) | ES14     | 10 h 39 | Monte Lerno 1          | 42,22 km | Jari-Matti Latvala | 28 min 37 s 4 | Hayden Paddon   |
| 3e jour (13 juin) | ES15     | 12 h 09 | Ozieri - Ardara        | 14 km    | Jari-Matti Latvala | 4 min 00 s 9  | Hayden Paddon   |
| 3e jour (13 juin) | ES16     | 15 h 02 | Ittiri Arena 1         | 1,40 km  | Thierry Neuville   | 1 min 30 s 0  | Hayden Paddon   |
| 3e jour (13 juin) | ES17     | 16 h 56 | Monti di Ala' 1        | 22,49 km | Sébastien Ogier    | 13 min 38 s 9 | Sébastien Ogier |
| 3e jour (13 juin) | ES18     | 17 h 39 | Coiluna - Loelle 1     | 36,69 km | Mads Østberg       | 23 min 51 s 7 | Sébastien Ogier |
| 3e jour (13 juin) | ES19     | 18 h 54 | Monte Lerno 1          | 42,22 km | Sébastien Ogier    | 28 min 01 s 5 | Sébastien Ogier |
| 4e jour (14 juin) | ES20     | 10 h 02 | Olmedo Monte Baranta 1 | 11,13 km | Hayden Paddon      | 8 min 10 s 7  | Sébastien Ogier |
| 4e jour (14 juin) | ES21     | 09 h 19 | Cala Flumini 2         | 11,77 km | Sébastien Ogier    | 7 min 36 s 3  | Sébastien Ogier |
| 4e jour (14 juin) | ES22     | 10 h 32 | Olmedo Monte Baranta 2 | 11,13 km | Jari-Matti Latvala | 7 min 56 s 3  | Sébastien Ogier |
| 4e jour (14 juin) | ES23*    | 12 h 08 | Cala Flumini 2         | 11,77 km | Sébastien Ogier    | 7 min 15 s 9  | Sébastien Ogier |

* : Power stage, spéciale télévisée attribuant des points aux trois premiers pilotes

## Classements au championnat après l'épreuve

### Classement des pilotes
Selon le système de points en vigueur, les 10 premiers équipages remportent des points, 25 points pour le premier, puis 18, 15, 12, 10, 8, 6, 4, 2 et 1.
| Rang | Pilote              | Rallyes | Rallyes | Rallyes | Rallyes | Rallyes | Rallyes | Rallyes | Rallyes | Rallyes | Rallyes | Rallyes | Rallyes | Rallyes | Total points |
| Rang | Pilote              | MON     | SUE     | MEX     | ARG     | POR     | ITA     | POL     | FIN     | GER     | AUS     | FRA     | ESP     | GBR     | Total points |
| ---- | ------------------- | ------- | ------- | ------- | ------- | ------- | ------- | ------- | ------- | ------- | ------- | ------- | ------- | ------- | ------------ |
| 1er  | Sébastien Ogier     | 25      | 283     | 283     | 3       | 213     | 283     | -       | -       | -       | -       | -       | -       | -       | 133          |
| 2e   | Mads Østberg        | 12      | 21      | 18      | 191     | 6       | 10      | -       | -       | -       | -       | -       | -       | -       | 67           |
| 3e   | Andreas Mikkelsen   | 15      | 15      | 172     | Ab.     | 161     | 1       | -       | -       | -       | -       | -       | -       | -       | 64           |
| 4e   | Jari-Matti Latvala  | 191     | 0       | 0       | Ab.     | 272     | 102     | -       | -       | -       | -       | -       | -       | -       | 56           |
| 5e   | Elfyn Evans         | 6       | 8       | 12      | 15      | 0       | 12      | -       | -       | -       | -       | -       | -       | -       | 53           |
| 6e   | Thierry Neuville    | 10      | 202     | 51      | Ab.     | 0       | 15      | -       | -       | -       | -       | -       | -       | -       | 50           |
| 7e   | Kris Meeke          | 43      | 6       | 0       | 25      | 12      | 0       | -       | -       | -       | -       | -       | -       | -       | 47           |
| 8e   | Dani Sordo          | 8       | -       | 10      | 122     | 8       | 0       | -       | -       | -       | -       | -       | -       | -       | 38           |
| 9e   | Hayden Paddon       | -       | 10      | 0       | 0       | 4       | 18      | -       | -       | -       | -       | -       | -       | -       | 32           |
| 10e  | Martin Prokop       | 2       | 4       | 8       | 12      | 1       | Ab.     | -       | -       | -       | -       | -       | -       | -       | 27           |
| 11e  | Ott Tanak           | 0       | 12      | 0       | 1       | 10      | 0       | -       | -       | -       | -       | -       | -       | -       | 23           |
| 12e  | Khalid Al Qassimi   | -       | -       | -       | 8       | 0       | 1       | -       | -       | -       | -       | -       | -       | -       | 9            |
| 13e  | Yuriy Protasov      | 0       | 2       | 0       | 0       | -       | 6       | -       | -       | -       | -       | -       | -       | -       | 8            |
| 14e  | Abdulaziz Al-Kuwari | -       | -       | -       | 6       | 0       | 0       | -       | -       | -       | -       | -       | -       | -       | 6            |
| 15e  | Nasser Al-Attiyah   | -       | -       | 6       | -       | 0       | 0       | -       | -       | -       | -       | -       | -       | -       | 6            |
| 16e  | Sébastien Loeb      | 62      | -       | -       | -       | -       | -       | -       | -       | -       | -       | -       | -       | -       | 6            |
| 17e  | Diego Domínguez     | -       | -       | -       | 4       | -       | -       | -       | -       | -       | -       | -       | -       | -       | 4            |
| 18e  | Nicolás Fuchs       | -       | -       | 2       | Ab.     | 0       | 0       | -       | -       | -       | -       | -       | -       | -       | 2            |
| 19e  | Paolo Andreucci     | -       | -       | -       | -       | -       | 4       | -       | -       | -       | -       | -       | -       | -       | 4            |
| 20e  | Gustavo Saba        | -       | -       | -       | 2       | -       | -       | -       | -       | -       | -       | -       | -       | -       | 2            |
| 21e  | Jan Kopecký         | -       | -       | -       | -       | -       | 2       | -       | -       | -       | -       | -       | -       | -       | 2            |
| 22e  | Jari Ketomaa        | -       | 0       | 1       | 0       | Ab.     | -       | -       | -       | -       | -       | -       | -       | -       | 1            |

| Couleur | Résultat                                                         |
| ------- | ---------------------------------------------------------------- |
| Or      | Vainqueur                                                        |
| Argent  | 2e place                                                         |
| Bronze  | 3e place                                                         |
| Vert    | Classé, dans les points                                          |
| Bleu    | Classé, hors des points Non classé (Nc.)                         |
| Mauve   | Abandon (Ab.) Retrait (Re.)                                      |
| Noir    | Disqualifié (Dq.)                                                |
| Blanc   | N'a pas pris le départ (Np.) Forfait (Forf.) Épreuve annulée (A) |
| Aucune  | N'a pas participé (-)                                            |

3, 2, 1 : y compris les 3, 2 et 1 points attribués aux trois premiers de la spéciale télévisée (power stage).

### Classement des constructeurs
| Rang | Équipe                                   | Rallyes | Rallyes | Rallyes | Rallyes | Rallyes | Rallyes | Rallyes | Rallyes | Rallyes | Rallyes | Rallyes | Rallyes | Rallyes | Total points |
| Rang | Équipe                                   | MON     | SUE     | MEX     | ARG     | POR     | ITA     | POL     | FIN     | GER     | AUS     | FRA     | ESP     | GBR     | Total points |
| ---- | ---------------------------------------- | ------- | ------- | ------- | ------- | ------- | ------- | ------- | ------- | ------- | ------- | ------- | ------- | ------- | ------------ |
| 1er  | Volkswagen Motorsport                    | 43      | 25      | 31      | 4       | 43      | 33      | -       | -       | -       | -       | -       | -       | -       | 179          |
| 2e   | Citroën Total Abu Dhabi World Rally Team | 12      | 8       | 22      | 43      | 18      | 12      | -       | -       | -       | -       | -       | -       | -       | 115          |
| 3e   | Hyundai World Rally Team                 | 27      | 28      | 20      | 10      | 9       | 19      | -       | -       | -       | -       | -       | -       | -       | 113          |
| 4e   | M-Sport World Rally Team                 | 12      | 20      | 16      | 23      | 10      | 18      | -       | -       | -       | -       | -       | -       | -       | 99           |
| 5e   | Jipocar Czech National Team              | 6       | 4       | 10      | 12      | 2       | 0       | -       | -       | -       | -       | -       | -       | -       | 34           |
| 6e   | Hyundai Motorsport N                     | -       | 1       | 2       | 6       | 4       | 18      | -       | -       | -       | -       | -       | -       | -       | 31           |
| 7e   | Volkswagen Motorsport II                 | -       | 15      | -       | 0       | 15      | 1       | -       | -       | -       | -       | -       | -       | -       | 31           |
| 8e   | FWRT s.r.l.                              | 1       | 0       | 0       | 2       | 0       | 0       | -       | -       | -       | -       | -       | -       | -       | 3            |